# Darat (Pangkalan Lapam)
Darat is een bestuurslaag in het regentschap Ogan Komering Ilir van de provincie Zuid-Sumatra, Indonesië. Darat telt 2171 inwoners (volkstelling 2010).